# إريك براون (كاتب)
إريك براون (بالإنجليزية: Eric Brown)‏ هو كاتب وكاتب للأطفال بريطاني، ولد في 25 مايو 1960 في هاوورث في المملكة المتحدة.

## وصلات خارجية
- الموقع الرسمي